# 冰叶日中花
冰葉日中花（學名：Mesembryanthemum crystallinum），又名冰花、冰草、水晶冰菜、冰菜或冰葉菜，为番杏科日中花属下的一个物种，是一種常为一年生的匍匐型多肉植物。原生於非洲大陸、西奈半島及欧洲南部，而北美洲、南美洲及澳大利亚则有野外归化居群。
冰叶日中花的植株表面覆蓋著大而閃亮的透明囊状细胞，形如冰晶，因而得名。

## 生境

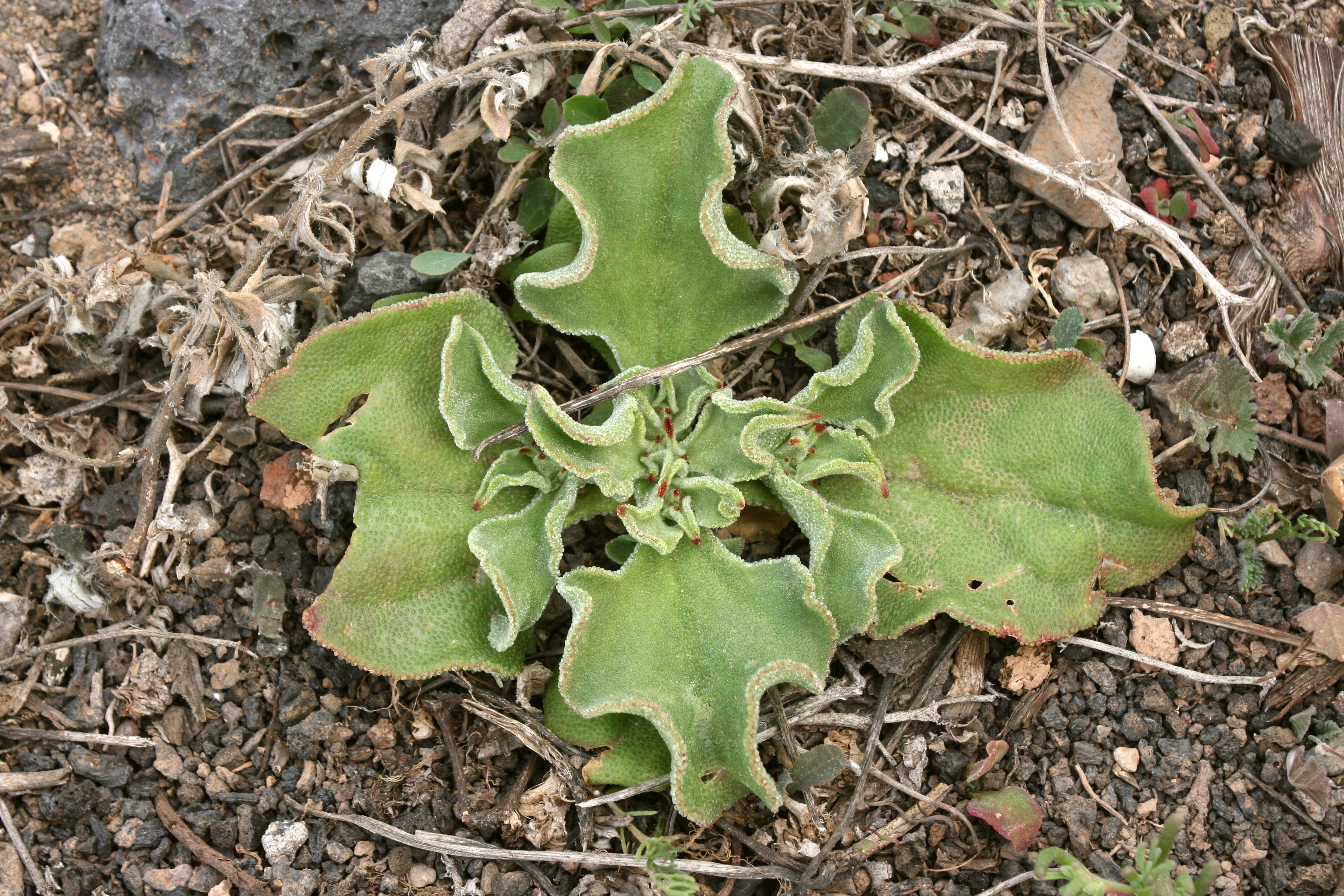
一株冰葉日中花的幼苗

冰叶日中花可於多種土壤類型中生長，從排水良好的沙質土壤（包括沙丘）到壤土和黏土都可以适应，尤其对寡營養或高盐分的土壤有着极高的耐受性，可被视为一种盐生植物。在其归化或入侵的地区與許多引進的物種一樣，常生長在受干擾的地方，如路邊、垃圾堆和住宅的後園等地。

## 生态生理

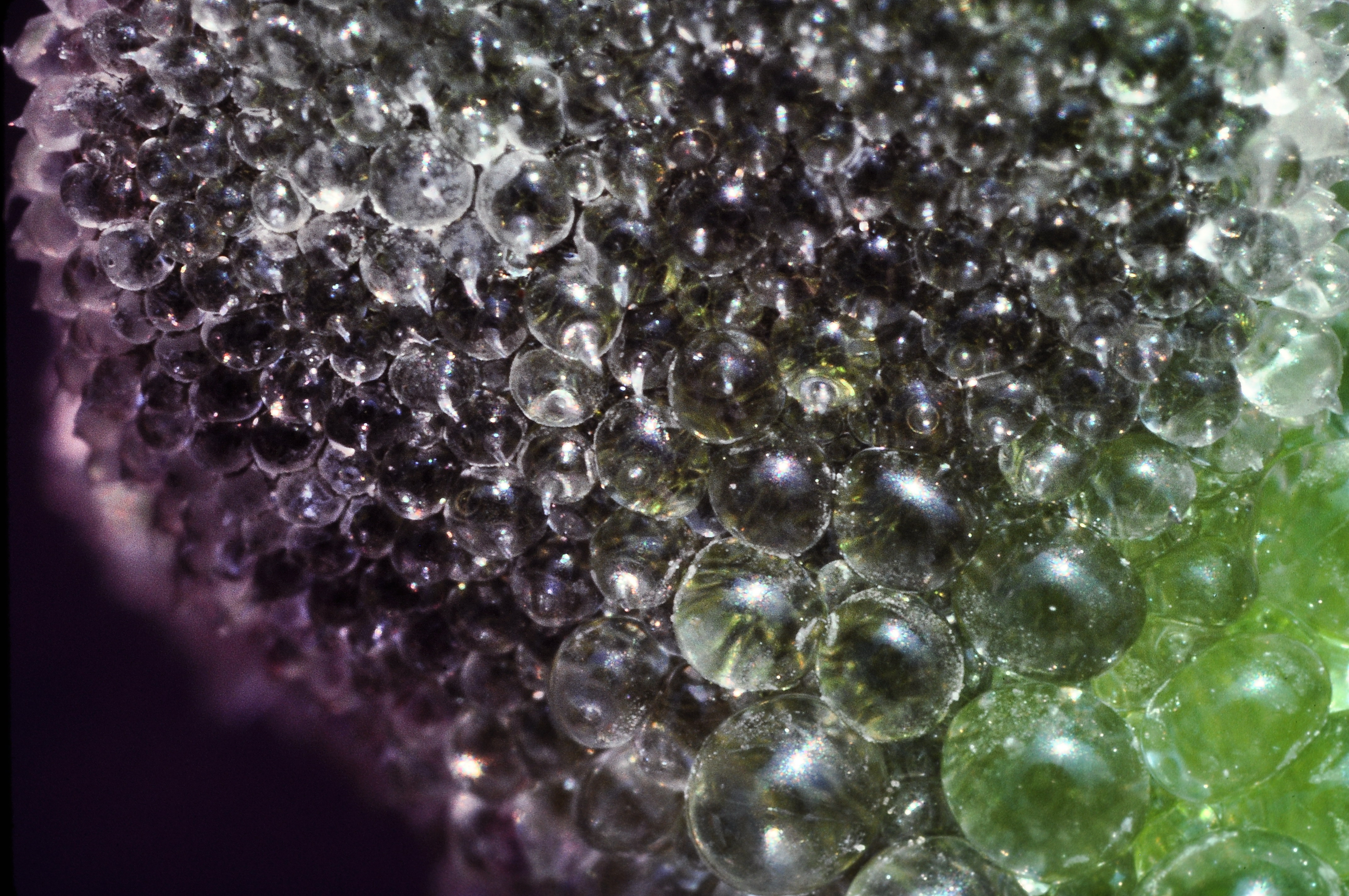
植物表面上的水囊泡的近拍照

視乎生長環境，冰叶日中花可以是一年生、二年生或多年生植物，但更多時只有數個月就已完成其生命週期。開花期為春季至初夏，花色有白、紅、黃或紫。日間開花，晚間閉合，靠昆蟲傳播花粉。
冰葉日中花的默认碳固定模式为C3類二氧化碳固定，但在受到如干旱、高盐量等环境脅迫時，植株可以轉換为景天酸代謝模式（Crassulacean acid metabolism，簡稱作CAM）。與許多鹽生植物一樣，冰葉日中花在其整個生命過程中都會積累鹽份。這些鹽份在整株植物中的濃度從根到叶芽的梯度遞增，而其表皮中为儲存盐分而特化的透明囊状细胞内的鹽份濃度最高。一旦植物体的部分组织或整株植物凋亡，鹽份就會从细胞中释放，进而影响周邊環境的渗透压，使得除了与其同样耐受高鹽环境的物种之外，其他植物都无法在此生长。
冰叶日中花所产生的种子数量与植株多方面的生理发育状态相关，包括景天酸代谢是否被启动，以及植株在其幼年期所能生长至的大小。随着种子的形成、发育，老的植株体持续干枯、凋亡。最先发育成熟的种子更大且可以在遇水后迅速发芽，而后发育的种子则需要休眠一个月甚至更久。

## 地理
全球多地间断分布，基本为亚热带及地中海气候带。原产於馬卡羅尼西亞、地中海地区、阿拉伯半岛至非洲大陆北端（毛里塔尼亚、摩洛哥、阿尔及利亚、利比亚、埃及等）和最南端（纳米比亚至南非的开普省）。
在北美、南美和澳洲被列為入侵物種。

## 用途
如同其他番杏科物種，本物種的葉片可食用，是法國料理使用的一種貴價食材。種子也可吃，葉片除食用外，搗碎了可藥用、又或作肥皂的代替品、或作餵飼牲口。 也有將本物種作園藝植物種植。
另外，基於冰葉日中花積累鹽份的特徵，本物種亦可用於生物整治，以清除溶解於泥土中的鹽份。
現時本物種被當作一種葉菜而於中國浙江溫州種植。可涼拌生吃或汆燙煮熟。

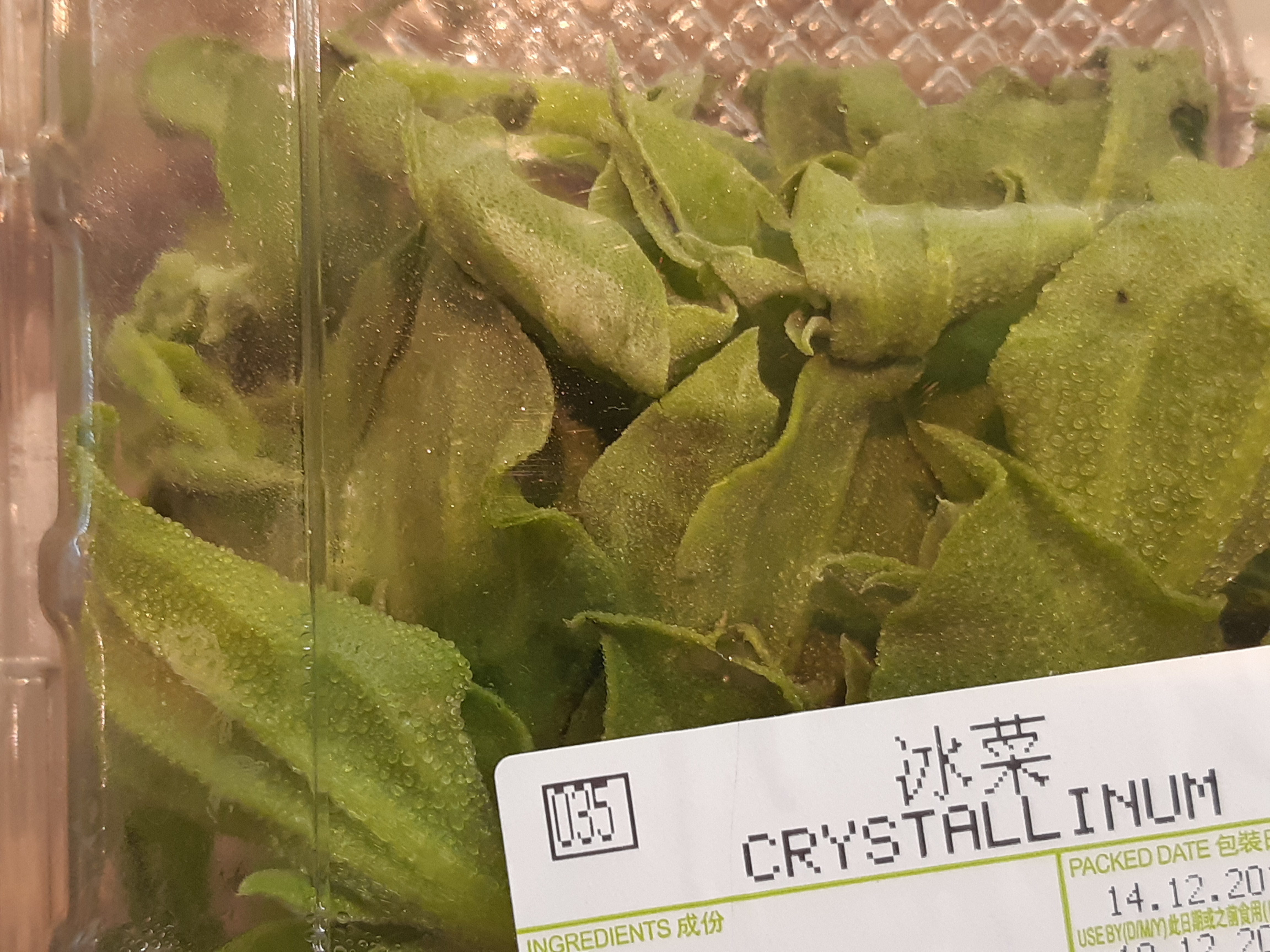
在超市以包裝蔬菜形式發售的冰葉日中花。
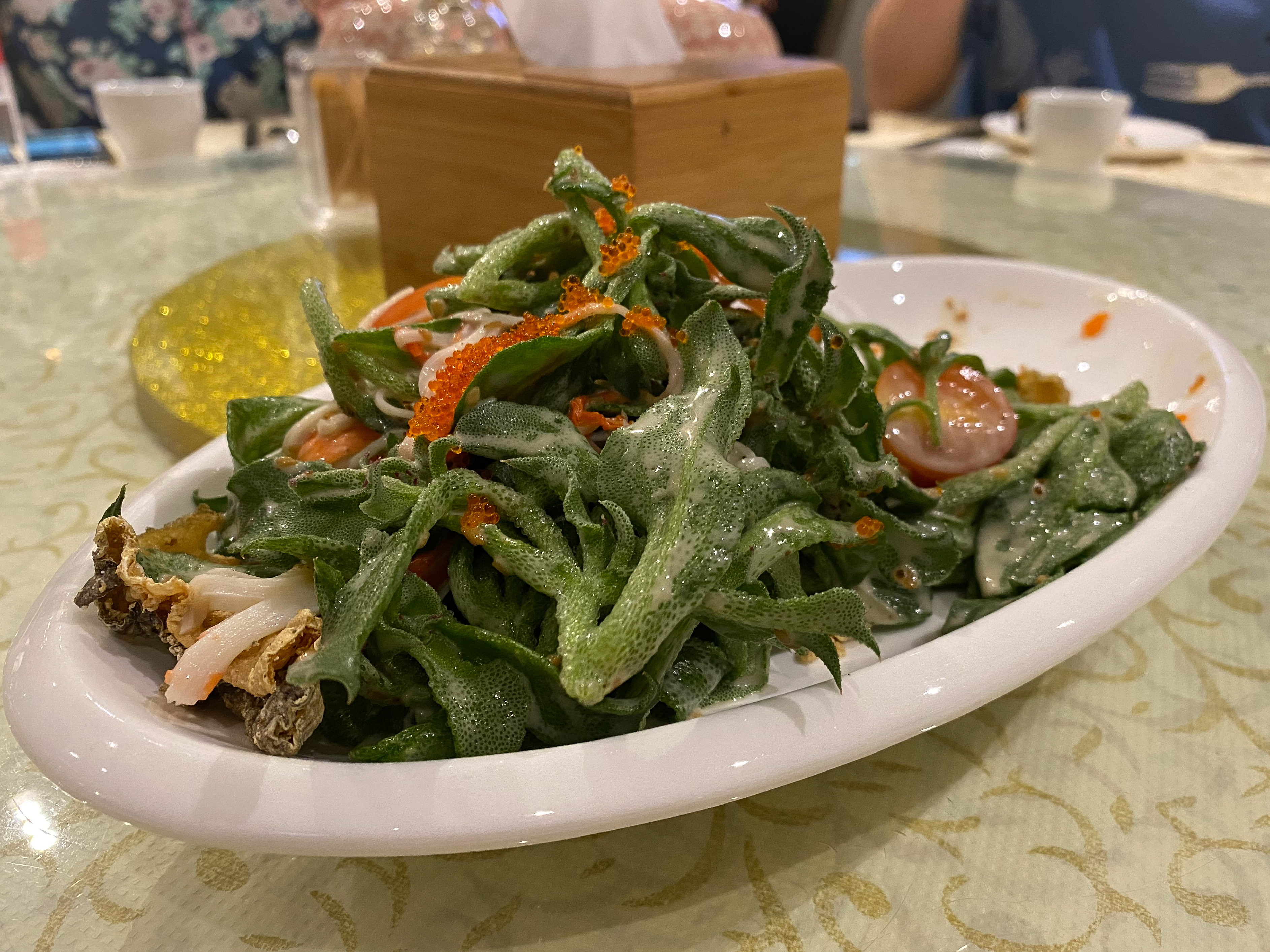
餐厅里用心叶日中花制作的沙拉

## 圖庫

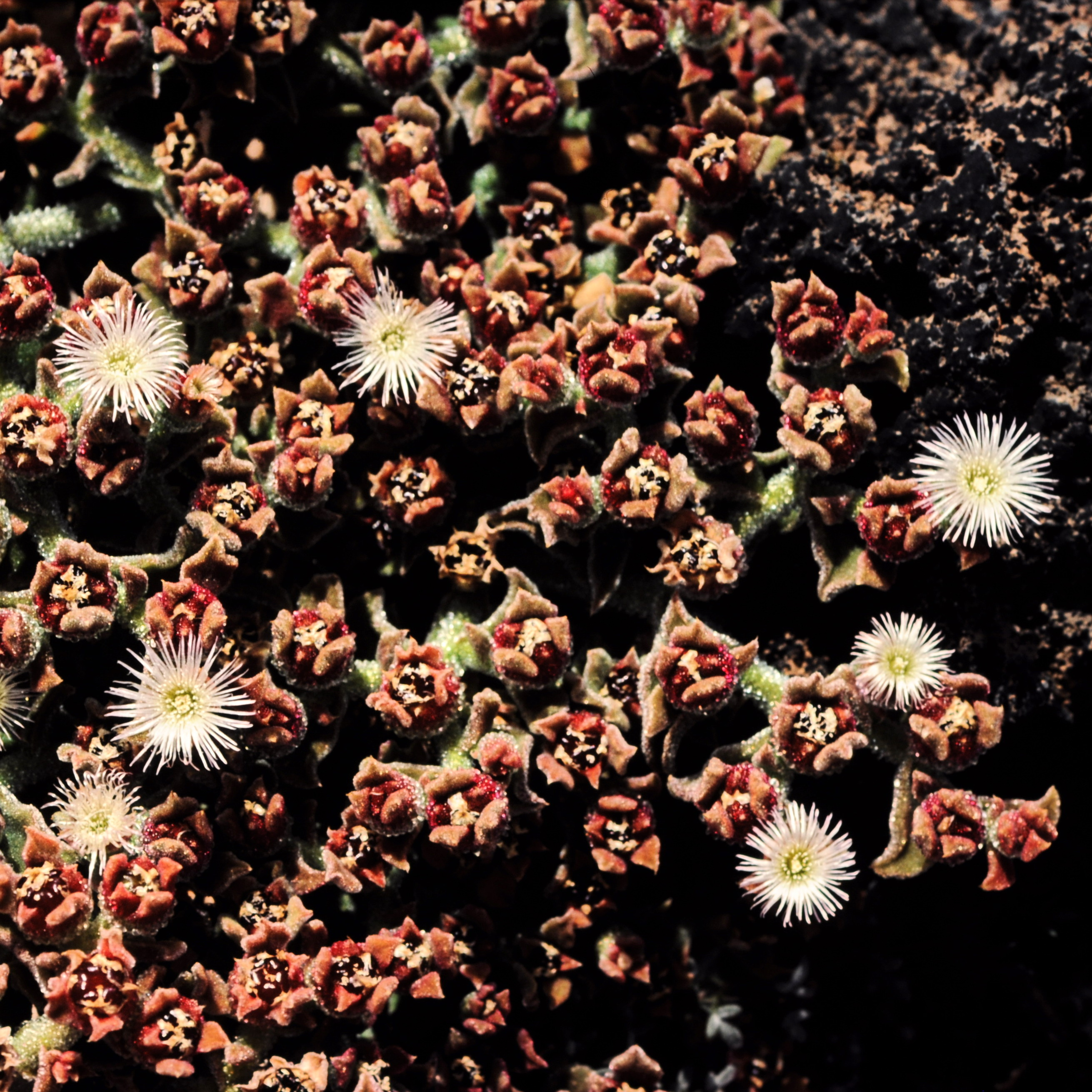
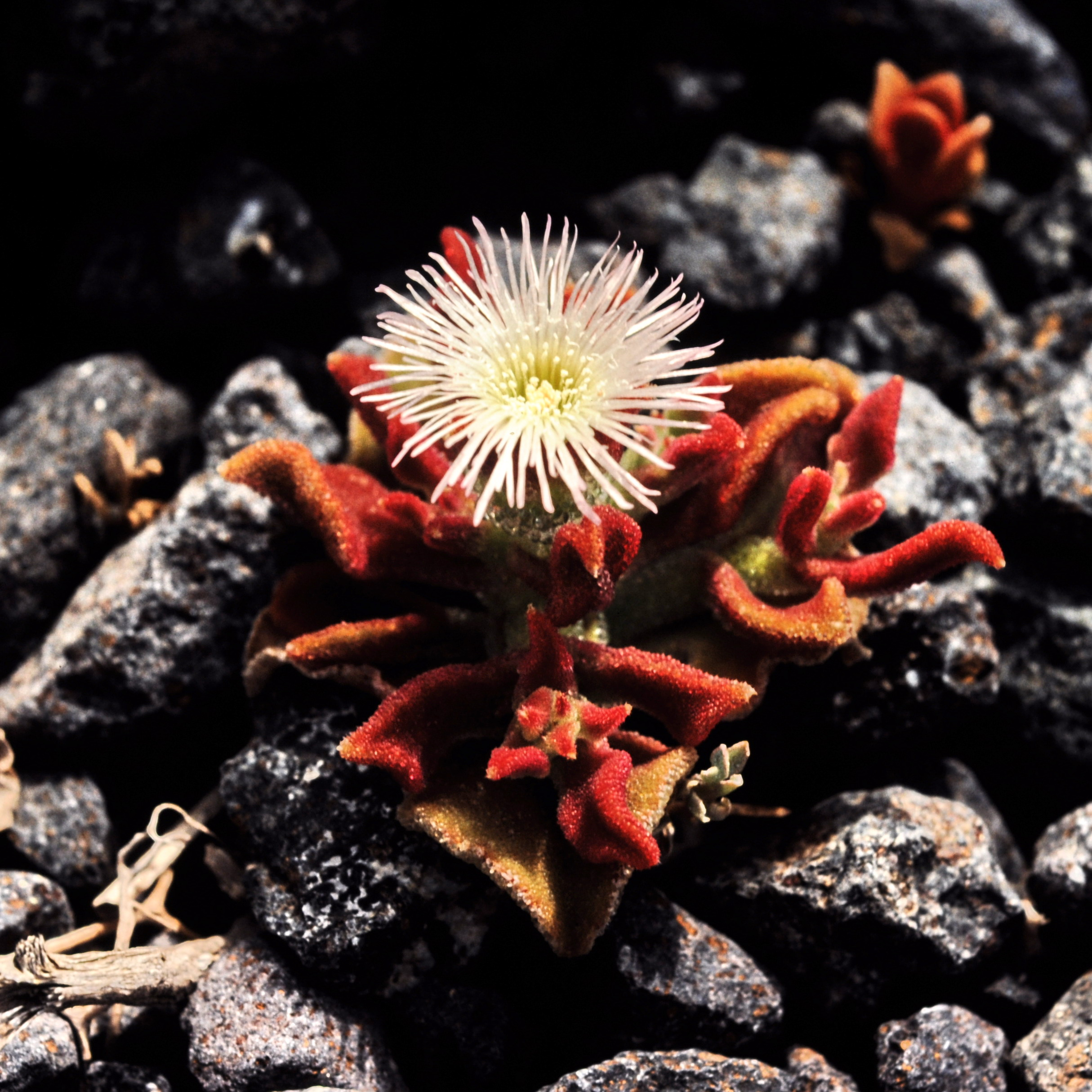
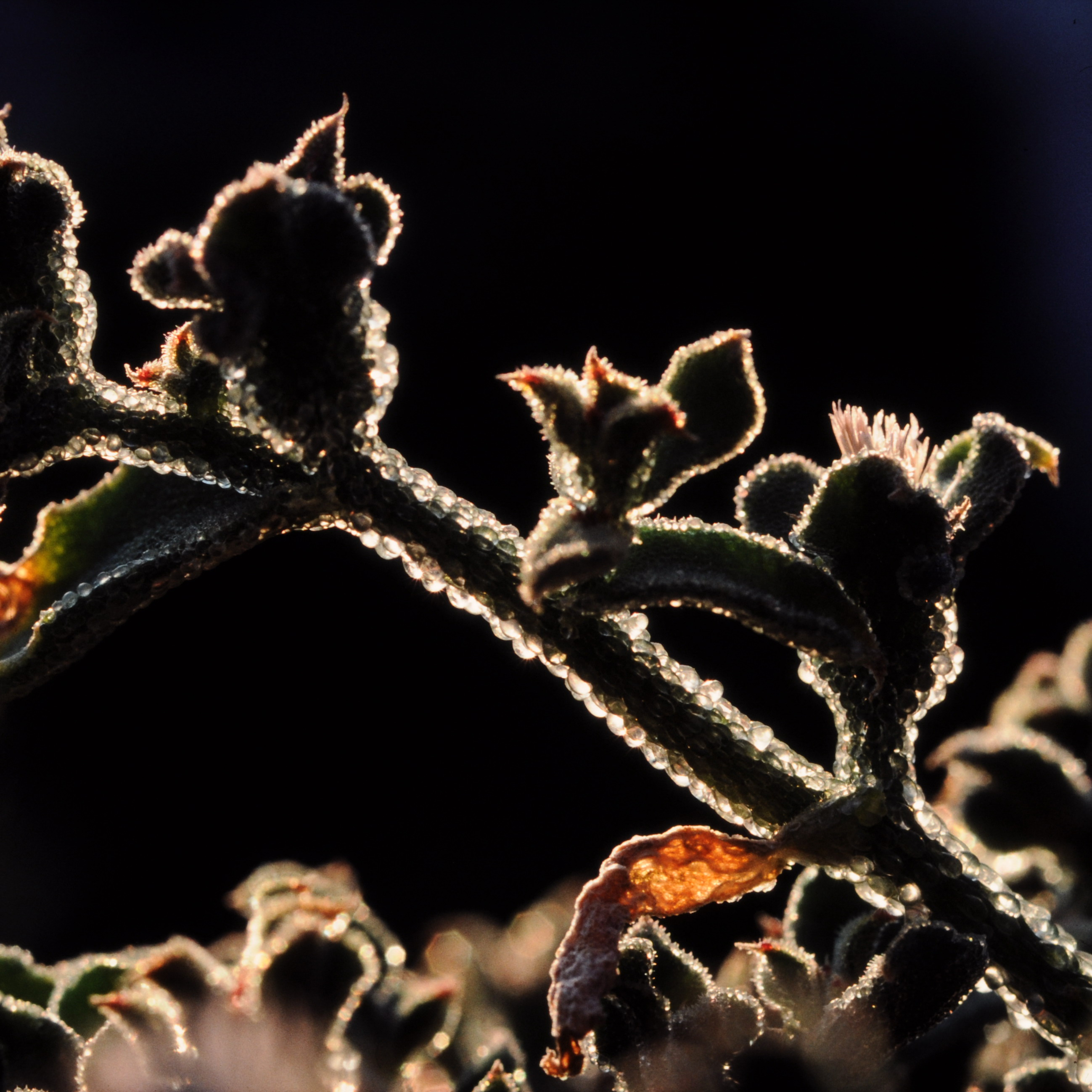
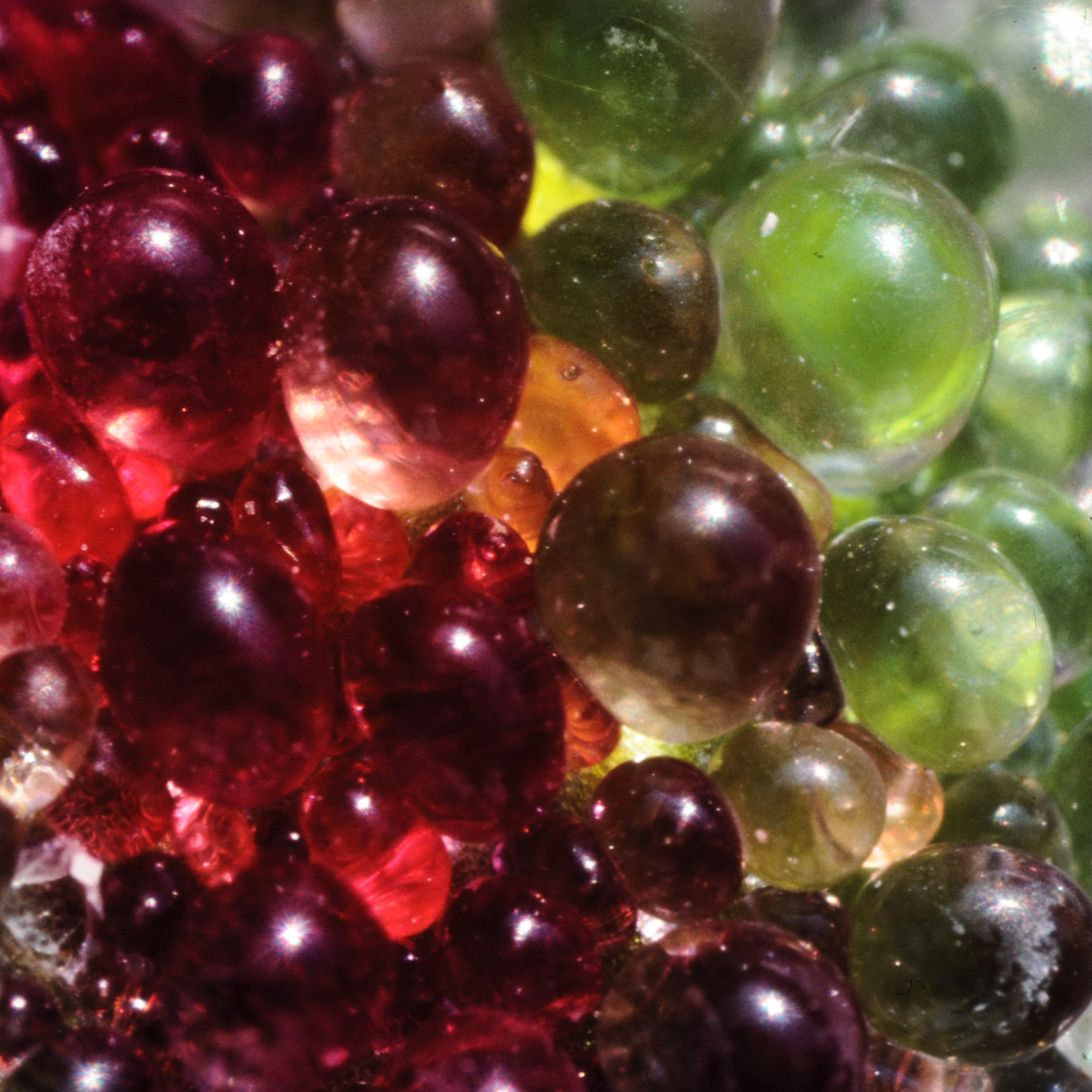

## 外部連結
- 維基物種上的相關：冰叶日中花